# Ali Kelmendi
Ali Kelmendi (Kosovo, Peja, 1900. november 3. – Párizs, 1939. február 11.) albán politikus, a munkásmozgalom alakja.

## Élete
A szegényparaszti családban született Kelmendi fiatal korában a Koszovót megszálló szerbek ellen harcolt, majd a kormányellenes erők oldalán részt vett az 1924-es júniusi forradalomban. Fan Noli kormányának 1924. december 26-ai megbuktatása után Olaszországba menekült, ahonnan előbb Ausztriába, majd a Szovjetunióba ment. Itt csatlakozott az albán kommunisták csoportjához.
1930-ban a Komintern Kelmendit küldte Albániába azzal a megbízással, hogy az országban megszervezze a kommunista mozgalmat. A fejletlen iparú Albániában azonban még ekkor sem alakult ki munkásosztály, sem hangadó értelmiségi réteg, a társadalom döntő többségét kitevő, iskolázatlan parasztok körében pedig nem hulltak termékeny talajra a marxista gondolatok. Kelmendi csak a városokban ért el sikereket, közreműködésével alakultak az első kommunista sejtek Tiranában, Shkodrában, Vlorában és Elbasanban. A konspirációt rendkívül megnehezítette I. Zogu keménykezű politikai rendőrsége, amely csírájában fojtott el minden baloldali kezdeményezést. Kelmendit is többször letartóztatták, majd 1936-ban távozni kényszerült Albániából.
Ezt követően a spanyol polgárháborúban, a Garibaldi-brigádban harcolt. 1939-ben más albán kommunistákkal együtt egy kommunista lapot szerkesztett Franciaországban. A párizsi emigrációban, tuberkulózisban halt meg.